# Thủy điện Sông Tranh 2
Thủy điện Sông Tranh 2 là một tổ hợp các công trình gồm hồ chứa nước và nhà máy phát điện trên sông Tranh, một nhánh sông thượng lưu sông Thu Bồn, thuộc địa bàn huyện Bắc Trà My, tỉnh Quảng Nam, Việt Nam .
Thủy điện Sông Tranh 2 có công suất lắp máy 190 MW gồm 2 tổ máy , sản lượng điện trung bình hàng năm 679,6 triệu KWh, công trình có vốn đầu tư 5.194 tỷ đồng.
Công trình được khởi công xây dựng từ năm 2006, và bắt đầu phát điện đầu tiên từ ngày 19 tháng 12 năm 2010.

## Mô tả
Công trình được đầu tư xây dựng theo quyết định số: 706/QĐ-EVN-HĐQT của Tổng Công ty Điện lực Việt Nam ngày 13 tháng 12 năm 2005 được Chính phủ nước CHXHCN Việt Nam duyệt cho phép đầu tư tại văn bản số: 1606/TTg-CN ngày 18 tháng 10 năm 2005.
Công trình được thực hiện theo cơ chế các dự án thủy điện, tại các văn bản số: 797/CP-CN ngày 17/6/2003 và số: 400/CP-CN ngày 26/3/2004 của Thủ tướng Chính phủ được thể chế bằng quyết định số: 1195/QĐ-TTg ngày 9/11/2005 của Thủ tướng Chính phủ.
Công trình gồm cụm công trình đầu mối và tuyến năng lượng.
Cụm công trình đầu mối gồm:
* Đập chính
Đập chính
tại tuyến IIA dài 660m gồm:
- Phần đập không tràn có kết cấu là bê tông đầm lăn, nằm ở vai phải và vai trái của tuyến đập. Chiều cao đập lớn nhất là 96m, cao trình đỉnh đập 180m.
- Phần đập tràn nước nằm ở khu vực lòng sông. Mặt tràn dạng ofixerop không chân không
với 6 cửa  van cung, kích thước b*h= 14*14m. Kết cấu đập tràn có lõi là bê tông đầm lăn, ngoài bọc bê tông cốt  thép M200.
* Đập phụ
Đập phụ nằm ở eo bờ trái, có kết cấu bằng đất đồng chất. Cao trình đỉnh đập 180m.
* Tuyến năng lượng
Tuyến năng lượng được bố trí bên bờ trái hồ chứa, gồm cửa lấy nước, đường hầm dẫnnước và nhà máy thủy điện. 
(nguồn: phi văn)

## Sự cố năm 2012
Sau khi hoàn thành xây dựng và bắt đầu tích nước vào đầu năm 2012, thân đập bị thấm nước. Các nhà khoa học cho biết lượng nước thấm qua đập thủy điện Sông Tranh 2 đã gấp 5 lần mức cho phép, rất nguy hiểm.
Bên cạnh việc nước thấm qua đập, trong tháng 9 và 10 năm 2012, hàng loạt các đợt địa chấn xảy ra trong khu vực có thủy điện được cho là động đất kích thích, một kiểu động đất xảy ra do quá trình tích nước của các hồ chứa nước. Đa số các trường hợp động đất kích thích xảy ra khi độ cao cột nước trên 100m, tuy nhiên cũng có những trường hợp độ cao cột nước thấp hơn vẫn xảy ra kiểu động đất này, ví dụ như đập Maraton, Hy Lạp cao 67 mét (độ lớn động đất 5,7), đập Camarillas, Tây Ban Nha cao 49 mét (động đất 4,1), đập Kerr, Mỹ cao 60 mét (4,9), đập Clark Hill cao 60 mét (4,3). Kiểu động đất này thường kết thúc sau 2-3 năm đến 5 năm kể từ khi hồ chứa đi vào hoạt động.

## Động đất năm 2016
Tại khu vực thủy điện Sông Tranh 2 (huyện Bắc Trà My, tỉnh Quảng Nam) xảy ra trận động đất 3,2 độ Richter vào lúc 22 giờ 12 phút ngày 9-4 tại vị trí có tọa độ (độ vĩ Bắc 15.363, 108.126 độ kinh Đông), độ sâu chấn tiêu khoảng 7 km. Đây là trận động đất thứ 3 trong năm 2016 tại khu vực thủy điện Sông Tranh 2. Trận động đất gần nhất xảy ra ngày 31-1 có độ lớn 3,7 độ Richter, trận trước đó ngày 24-1 có độ lớn 3,3 độ Richter.